# Epectasis mexicana
Epectasis mexicana là một loài bọ cánh cứng trong họ Cerambycidae.